# Un mondo nuovo (Disciplinatha)
Un mondo nuovo è un album in studio del gruppo alternative rock Disciplinatha.

## Il disco
È il disco più tecnologico e freddo della band e contiene molti campionamenti e inserti di elettronica. L'album presentava originariamente in copertina un'immagine tratta senza autorizzazione da La Torre di Guardia, quindicinale dei Testimoni di Geova. In seguito ad una minaccia di denuncia da parte del movimento religioso, evitata grazie alla mediazione di Giovanni Lindo Ferretti, la casa discografica preferì ritirare il disco e ridistribuirlo con una copertina differente.

## Tracce
Testi e Musiche dei Disciplinatha, eccetto dove indicato.
1. East and side
2. Sbagliato
3. Un mondo nuovo
4. Lune taglienti
5. Up patriots to arms - (Franco Battiato, Giusto Pio)
6. Ultima fatica
7. Sei stato tu a decidere
8. Vi ricordate quel 18 aprile? - (tradizionale)
9. Crisi di valori
10. Lontano scintillante

## Formazione
- Cristiano Santini - voce, programmazione, campionamenti
- Valeria Cevolani - voce, cori
- Dario Parisini - chitarra, pedali
- Roberta Vicinelli - basso, cori
- Daniele Albertazzi - batteria